# Sun Ying
Sun Ying (孫英S, Sūn YīngP; 18 giugno 1967) è un'ex cestista cinese.

## Carriera
Con la Cina ha disputato i Campionati mondiali del 1994.